# Louis-Paul-François Cambriel
Louis-Paul-François Cambriel   () (La Tor de França, 8 de novembre de 1764 - Meaux (municipi de Sena i Marne), 1850) fou alquimista i comerciant de tela de Limós.
Louis Paul François Cambriel és un d'aquests homes estranys, la biografia pintoresca de la qual queda per fer. Va néixer en Latour-de-France (Pyrénées-Orientales) el 8 de novembre de 1764 i va escriure només un llibre, Cours de philosophie hermétique ou d'lchimie, on dona una explicació hermètica de les escultures del portal central de Notre Dame de París ' el detall de les operacions necessàries per a la gran obra etc. El llibre va ser imprès a París el 1843, Cambriel acabava de complir 79.
Encara que un personatge estrany que Cambriel que ningú ha guardat la seva memòria al seu poble natal. Bonapartista convençut, freqüentava Jeanne-Élisabeth-Floride de Montullé, vídua del Contralmirant i Marquis Marie-Charles du Chilleau d'Airvault. El 1820 va correspondre amb el marquès de Gabriac, subprefecto de Vigan (Gard) i fins i tot va prendre l'audàcia d'escriure al Príncep de Conde. La comtessa de Genlis, educadora del futur rei Louis-Philippe, el va citar fins i tot en referència en les seves cartes i, segons es diu, li va demanar que il·luminés al jove príncep sobre la seva ciència.
El mateix Cambriel ho confessa en la seva estranya tasca: només en tenia coneixement Déu i d'un amic benèfic. Qui va ser aquest amic benèfic que va permetre a l'alquimista arribar a l'objectiu final de la seva recerca? Com podria un excèntric, un ximple, tenir l'oportunitat d'apropar-se a personatges tan alts? 
Va canviar Cambriel el seu secret inestimable amb a un familiar?. La veritat no se sap, però Cambriel restaria satisfet de veure que la seva investigació no va caure en el buit.